# Cauchero
Cauchero è un comune (corregimiento) della Repubblica di Panama situato nel distretto di Bocas del Toro, provincia di Bocas del Toro. Si estende su una superficie di 140,6 km² e conta una popolazione di 2.424 abitanti (censimento 2010).  